# Mauzens-et-Miremont
Mauzens-et-Miremont település Franciaországban, Dordogne megyében. Lakosainak száma 290 fő (2022. január 1.). Mauzens-et-Miremont Rouffignac-Saint-Cernin-de-Reilhac, Fleurac, Journiac, Savignac-de-Miremont és Saint-Félix-de-Reillac-et-Mortemart községekkel határos.

## Népesség
A település népességének változása:
| Lakosok száma | 377  | 330  | 302  | 327  | 321  | 299  | 301  | 289  | 284  | 290  |
|               | 1968 | 1982 | 1990 | 2006 | 2013 | 2015 | 2017 | 2019 | 2020 | 2022 |